# Andrés David Madrid
Pour les articles homonymes, voir Madrid (homonymie).
Andrés Madrid né le 29 juillet 1981 à Mar del Plata, Argentine, est un footballeur argentin. Il jouait au poste de milieu de terrain et s'est désormais reconverti en entraîneur.

## Carrière
| Période   | Club           | Pays      | Matchs/Buts      |
| --------- | -------------- | --------- | ---------------- |
| 1998-2001 | CA Platense    | Argentine | 3 matchs/0 but   |
| 2001-2004 | Gimnasia LP    | Argentine | 59 matchs/2 buts |
| 2004-2009 | Sporting Braga | Portugal  | 72 matchs/1 but  |
| 2009-     | Prêt FC Porto  | Portugal  |                  |